# (10372) Moran
(10372) Moran est un astéroïde de la ceinture principale.

## Description
(10372) Moran est un astéroïde de la ceinture principale. Il fut découvert le 26 mars 1995 à Kitt Peak par le projet Spacewatch. Il présente une orbite caractérisée par un demi-grand axe de 2,62 UA, une excentricité de 0,04 et une inclinaison de 6,4° par rapport à l'écliptique.

## Compléments